# Rosa Sabater i Parera

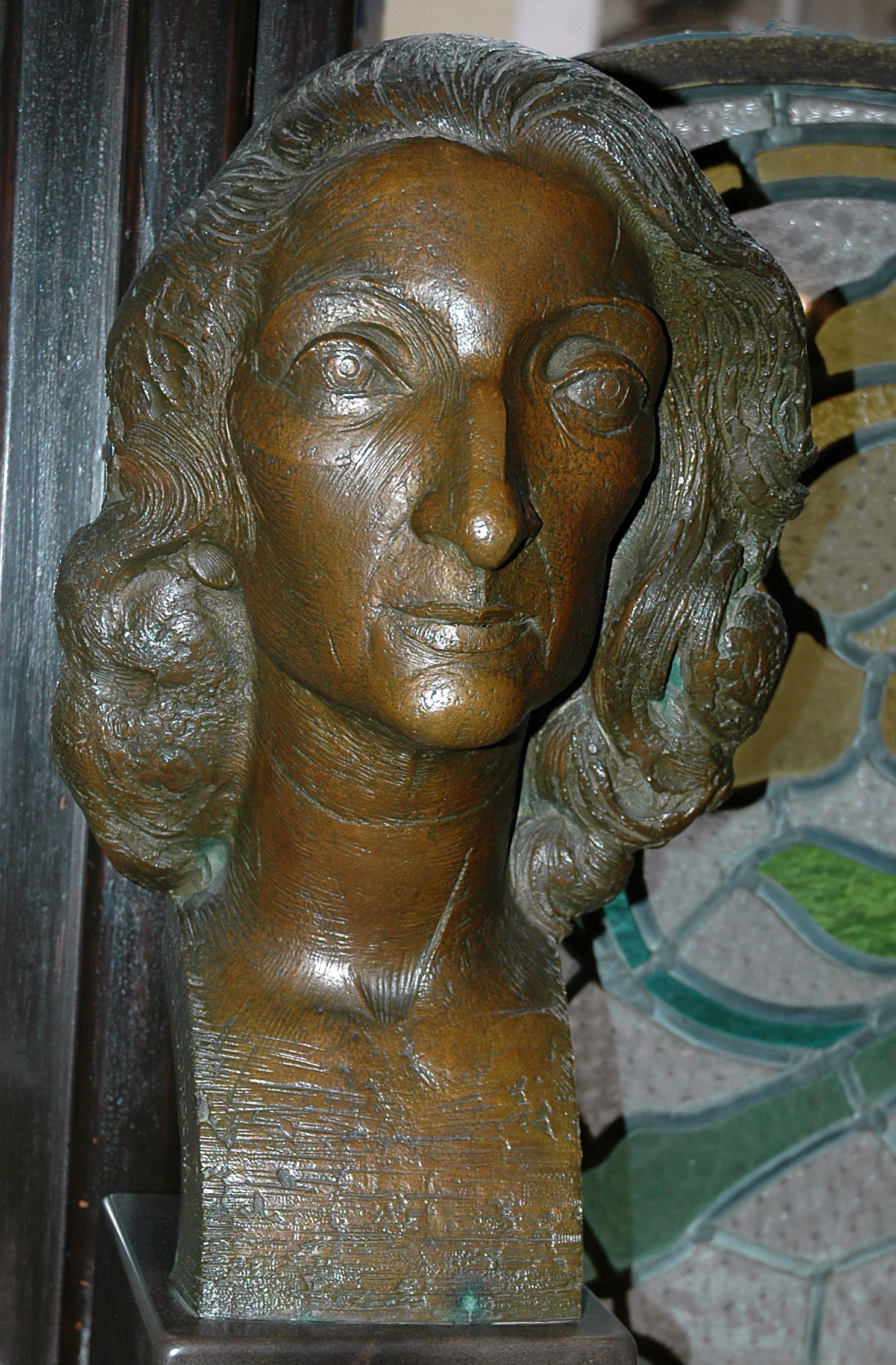
Büste von Rosa Sabater im Palau de la Música de Barcelona

Rosa Sabater i Parera (* 29. August 1929 in Barcelona; † 27. November 1983 in Mejorada del Campo (bei Madrid)) war eine katalanische Pianistin und Musikpädagogin. Als Schülerin von Frank Marshall an der Barceloneser Acadèmia Marshall wurde sie mit einem breit angelegten, auf katalanische und spanische Klavierliteratur spezialisierten Repertoire zu einer international hochprofilierten Vertreterin der Katalanischen Pianistenschule.  1983 wurde Sabater von der katalanischen Regierung für ihre herausragenden Leistungen um die Kultur mit dem Creu-de-Sant-Jordi ausgezeichnet. Rosa Sabater kam bei dem Unglück von Avianca-Flug 011 im November 1983 nahe bei Madrid ums Leben.

## Leben und Wirken
Rosa Sabater wurde gewissermaßen die Musik in die Wiege gelegt. Sie war die Tochter des Dirigenten und Orchesterleiters des Gran Teatre del Liceu Josep Sabater i Sust und der Gesangsprofessorin Margarida Parera. Ähnlich wie für Alicia de Larrocha war, abgesehen von Sabaters Vater, Frank Marshall ihr einziger Klavier- und Musik-Lehrer. 1942 trat Sabater zum ersten Mal mit einem Konzert von Mozart unter der Leitung des deutschen Dirigenten Hugo Balzer mit dem Orquestra Ibèrica im Palau de la Música Catalana in Barcelona auf. Kurz darauf trat sie bei dem Wettbewerb Joventuts Musicals in Madrid auf und präsentierte dort den Karneval von Schumann. Seit diesem Moment gab sie internationale Konzertauftritte in Deutschland, der Schweiz, Italien, England, Portugal unter Dirigenten wie Rafael Kubelík, Louis Devos, Eugen Jochum, García Asensio, Rafael Frühbeck de Burgos und dem Katalanen Antoni Ros-Marbà. Aus direkter Kenntnis von ihrem Lehrer Frank Marshall heraus interpretierte Rosa Sabater katalanische und spanische Komponisten mit großer Raffinesse und enormer Feinfühligkeit.
Ihr Repertoire umfasste Werke von Mozart, Beethoven, Bach, Schumann, Chopin, Debussy und Ravel. Als internationale Konzertpianistin brachte Sabater katalanische und spanische Komponisten wie Isaac Albéniz, Enric Granados, Manuel de Falla und zeitgenössische Vertreter wie Xavier Montsalvatge und Frederic Mompou auf die Musikpodien der Welt. Präzise Technik, historische Strenge und Vielseitigkeit des Ausdrucks waren einige der Qualitäten, die in der Musikkritik zu Sabater immer wieder geäußert wurden. Ihre Bildung und Kultur, die weit über das Thema Musik hinaus reichten, machten sie zu einer interessanten, scharfsinnigen Gesprächspartnerin. Sie arbeitete sehr eng mit dem Musikkritiker Antonio Fernández-Cid zusammen. Infolge ihrer Heirat zog sie sich eine Zeit lang aus dem Konzertleben zurück. Um 1960 spielte sie dann als Pianistin anlässlich der Feierlichkeiten zum 100-jährigen Geburtstag von Isaac Albéniz und dem fünfzigsten Todestag von Enric Granados. 1976 wurde sie als Klavierprofessorin an die Staatliche Hochschule für Musik in Freiburg im Breisgau berufen. Auch hier vertrat sie ihr Anliegen, die katalanischen und spanischen Komponisten wie de Falla, Granados und Albéniz aber auch die moderneren wie Mompou und Montsalvatge international breiter bekannt zu machen. Ein weiterer Beweis für ihr hohes Interesse an moderner katalanischer Musikliteratur ist die mit Montserrat Caballé 1981 für die UNESCO veröffentlichte Platte Le lied catalan du XX siècle (Das katalanische Lied des 20. Jahrhunderts).
Sie wirkte von 1967 bis 1983 an den Internationalen Meisterkursen von Santiago de Compostela zusammen mit anderen Musikgrößen wie Frederic Mompou, Andrés Segovia, Enric Ribó und Gaspar Cassadóals als Dozentin für Klavier mit. Sie unterrichtete von 1976 bis 1983 auch bei den Internationalen Manuel de Falla Kursen in Granada und bei dem Ersten und Zweiten Kammermusik-Interpretationskurs 1982 und 1983 in Camprodon. Sabater war Mitglied der Jury des Santander Paloma O’Shea Klavierwettbewerbs im Jahr 1982.
Sabater bestritt am 7. Oktober 1983 mit Beethovens 3. Klavierkonzert im Palau de la Música von Barcelona unter der Leitung von Heinz Fricke ihren letzten öffentlichen Auftritt. Ihr Tod am 27. November 1983 bei dem Flugunfall nahe bei Madrid, als sie zu einer Konzerttournee nach Kolumbien fliegen wollte, schockte die Musik- und Kulturszene in Barcelona zutiefst. Die überkommenen Tonträgeraufnahmen zeugen von ihren hohen pianistischen Fähigkeiten. Sie wurde auf dem Friedhof von Mataró beigesetzt.

## Persönliches
Sabater war die Tochter des Dirigenten und Pianisten Josep Sabater und der Gesangslehrerin Margarida Parera.